# Massimo Ferretti
Massimo Ferretti (* 1935 in Chiaravalle (Marken); † 1974 in Jesi) war ein italienischer Dichter, Schriftsteller und Journalist.

## Leben
Von Kindheit an herzkrank zog Ferretti in den 50er Jahren nach Jesi. In den 60er Jahren beendete er sein Rechtsstudium und arbeitete als Journalist in Rom bei Paese Sera und Il Giorno.
1956 begegnete er Pier Paolo Pasolini, der einige seiner Gedichte in der bologneser Zeitschrift Officina publizierte.
Massimo Ferretti schrieb für Botteghe oscure, Il Giorno, Marcatrè, Palatina und Paese Sera und zählt zu den Vertretern der italienischen Literaturbewegung Neoavanguardia.

## Ehrungen
- Premio Viareggio „Poesia, opera prima“ für Allergia

## Werke (Auswahl)
Briefe
- Massimo Raffaeli (Hrsg.): Lettere a Pier Paolo Pasolini e altri inediti. Centro culturale polivalente Comune di Chiaravalle, Chiaravalle 1986.

Lyrik
- Deoso. Rappresentazione poetica. Edizioni Maia, Siena 1954.
- Allergia. Prefazione ad una giovinezza. Neuausgabe: Garzanti 1963 (Nachdr. d. Ausg. Tipografia Civerchia, Jesi 1955).

Prosa
- Rodrigo. Garzanti, Mailand 1963.
- Il gazzarra. Feltrinelli, Mailand 1965.